# T-FLEX CAD
T-FLEX CAD — система автоматизованого проектування, розроблена компанією «Топ Системи» з можливостями параметричного моделювання і наявністю засобів оформлення конструкторської документації відповідно до стандартів серії ЄСКД (Єдина система конструкторської документації).
T-FLEX CAD є ядром комплексу T-FLEX CAD/CAM/CAE/CAPP/PDM — набору засобів для рішення завдань технічної підготовки виробництва в різних галузях промисловості. Комплекс поєднує системи для конструкторського і технологічного проектування, модулі підготовки керуючих програм для верстатів та інженерних розрахунків. Всі програми комплексу функціонують на єдиній інформаційній платформі системи технічного документообігу і ведення складу виробів.

## Інтернет-ресурси
- Сайт системы T-FLEX CAD [Архівовано 8 квітня 2022 у Wayback Machine.].